# Danh sách máy bay của Không quân Argentina
Đây là danh sách các loại máy bay quân sự đang được sử dụng hoặc đã được sử dụng bởi Không quân Argentina.

## Máy bay quân sự đang hoạt động
Máy bay quân sự hiện đang hoạt động trong biên chế của Không quân Argentina bao gồm:

### Máy bay tiêm kíchvàcường kích
- Dassault Mirage IIIEA/DA
- Dassault Mirage 5P Mara
- FMA IA-58A Pucará
- IAI Finger
- Lockheed Martin A-4AR Fightinghawk

### Máy bay vận tải
- Boeing 737
- Boeing 707
- Boeing 757, hoạt động theo biên chế của AAP
- De Havilland Canada DHC-6 Twin Otter
- Fokker F27
- Fokker F28
- Learjet 35A
- Learjet 60
- Lockheed Martin C-130 Hercules
- Sabreliner 75A

### Máy bay huấn luyện
- Beechcraft T-34 Mentor
- Embraer EMB-312 Tucano
- FMA IA-63 Pampa
- Morane-Saulnier MS-760 Paris
- Sukhoi Su-29AR

### Trực thăng
- Bell 212 Twin Huey
- Bell UH-1H Iroquois
- Aérospatiale SA-315B Lama
- Hughes 500D Defender

## Máy bay quân sự đã ngừng sử dụng
Những máy bay quân sự đã ngừng hoạt động trong biên chế của Không quân Argentina bao gồm:

### Máy bay ném bom
- Avro Lincoln
- Avro Lancaster
- Canberra B.62/T.64

### Máy bay tiêm kích và cường kích
- Gloster Meteor
- North American F-86 Sabre
- Dassault Mirage IIIBE/BJ/CJ
- Douglas A-4B Skyhawk
- Douglas A-4C Skyhawk

### Máy bay vận tải
- Aero Commander 500
- Douglas C-47 Skytrain
- FMA IA 50 Guaraní II